# 天主教阿马里洛教区
天主教阿馬里洛教區（拉丁語：Dioecesis Amarillensis）是美國一個羅馬天主教教區，屬聖安東尼奧總教區。成立於1926年8月3日。
範圍包括德克薩斯州北部十九縣，教座位於阿馬里洛。2006年有教友39,609人（佔轄區總人口9.4%）、卅五個堂區、四十八名司鐸。現任教區主教為博德·祖瑞克。